# Majdanpek
Majdanpek (zápis v cyrilici: Мајданпек, rumunsky Maidan Pec) je město v Srbsku. Byl nejvýznamnějším dolem pro těžbu zlata v bývalé Jugoslávii. Nachází se v malebném údolí řeky, je obklopen horami. Podle sčítání v roce 2002 žilo ve městě 10071 obyvatel, počet obyvatel nicméně v poslední době klesá.

## Název
Původ názvu lze odvodit od dvou slov majdan (z turečtiny, znamená volné prostranství) a Pek (podle řeky Pek, která obtéká důl). Slovo pek je odvozeno z řeckého pekos πέκος, což znamená „tok, vlna“.

## Historie
Sídlo je známé od počátku 17. století díky dolu. V průběhu historie města byl důl hojně využíván mnoha zahraničními majiteli (Čechy, Belgičany a Rakušany).
Moderní důl na měď zde stál od roku 1902. Nacházela se zde také 17,5 km dlouhá lanová dráha, která sloužila pro přepravu rudy do města Donji Milanovac, kde se na Dunaji nachází přístav.
Město bylo podstatně přestavěno v polovině 20. století v rámci průmyslového rozvoje tehdejší Jugoslávie. Na konci 20. století byl Majdanpek jednou z hospodářsky nejrozvinutějších oblastí hutnictví a těžby mědi v Jugoslávii. V 80. letech město překonalo metu 10 tisíc obyvatel. Ekonomická krize v 90. letech a sankce nicméně tento rozvoj zastavily.
Dnes se město snaží přežít díky obnově průmyslu. Doly byly v roce 2007 nabídnuty k prodeji. V únoru 2008 předložila rakouská společnost A-TEC podnikatele Mirko Kovače[zdroj?] nabídku na převzetí těžebního komplexu RTB (Rudarsko-topioničarski kombinat "Bor"). Nabídka za komplex na těžbu mědi činila 466 milionů dolarů, zatímco další zájemce, společnost SMR ruského podnikatele Olega Děripasky nabídl 370 milionů dolarů. Dne 31. srpna 2018 získala čínská těžební společnost Zijin Mining 63% podíl ve společnosti v rámci dohody se srbskou vládou v hodnotě 1,26 miliardy dolarů.

## Kultura
V Majdanpeku stojí kostel sv. apoštolů Petra a Pavla, který spadá pod Srbskou pravoslavnou církev.

## Doprava
Hlavní dopravní spojení představuje silniční tah ve směru Požarevac–Majdanpek–Zaječar.

## Sport
Město má vlastní fotbalový stadion.